# Nebikon
Nebikon es una comuna suiza del cantón de Lucerna, situada en el distrito de Willisau. Limita al noreste con la comuna de Dagmersellen, al sureste con Egolzwil, al sur con Schötz, al suroeste con Ebersecken, y al oeste y noroeste con Altishofen.

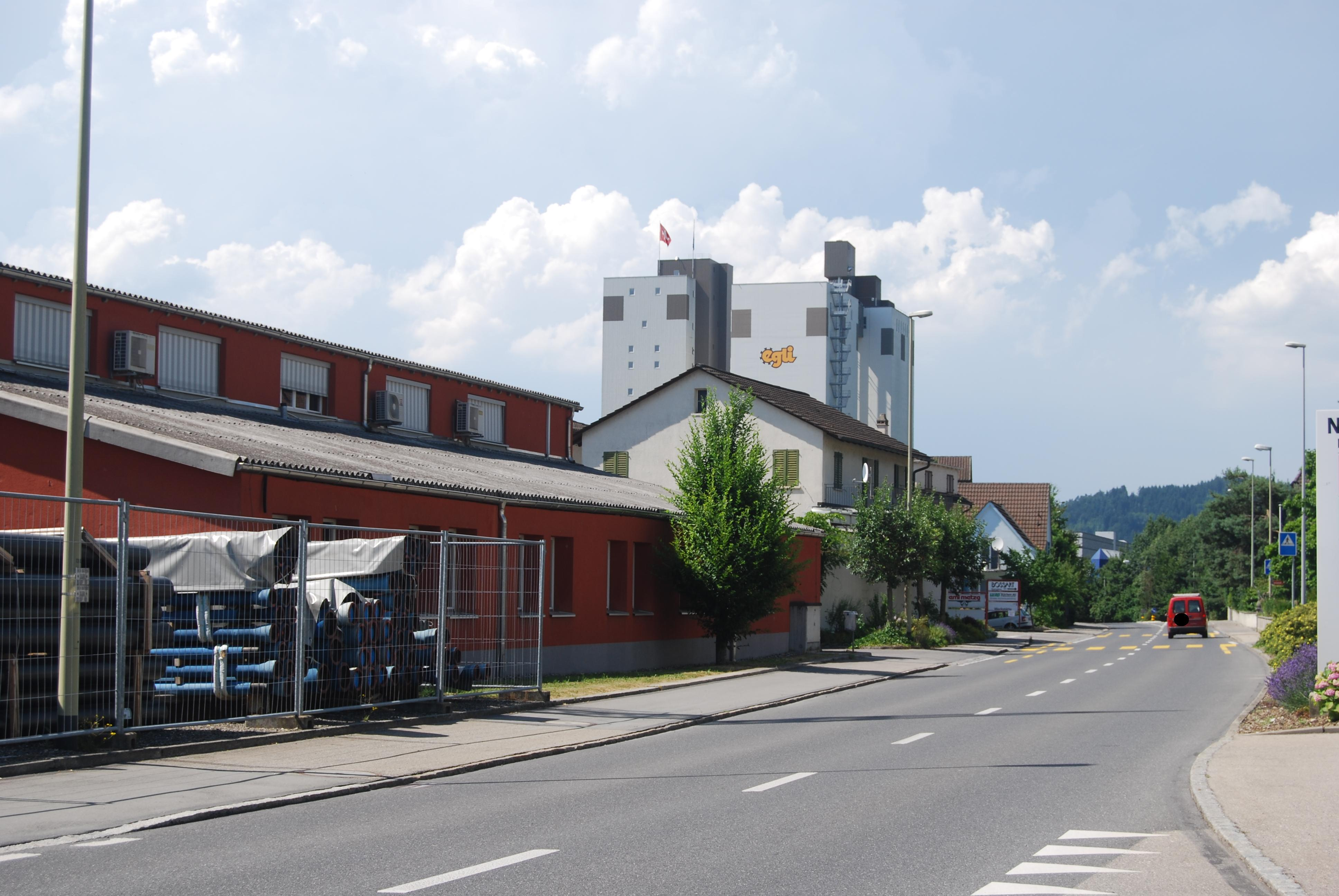
Nebikon